# Acetohalobium arabaticum
Acetohalobium arabaticum è una specie di batterio appartenente alla famiglia delle Halobacteroidaceae.